# Vlado Žabot
Vlado Žabot (* 11. August 1958 in Šafarsko, SFR Jugoslawien) ist ein slowenischer Schriftsteller und Publizist.

## Leben und Werk
Vlado Žabot wurde 1958 in einem Dorf im Nordosten der slowenischen Steiermark an der kroatischen Grenze geboren. Nach seinem Studium der Vergleichenden Literaturwissenschaften und Slowenistik an der Philosophischen Fakultät der Universität Ljubljana arbeitete er für kurze Zeit als Journalist, bis er sich für eine Karriere als freier Schriftsteller entschied. Die slowenische Literaturwelt verdankt Žabot bedeutende Errungenschaften: In seiner Funktion als Präsident des Slowenischen Schriftstellerverbands sowie als Präsident des slowenischen Programmausschusses des Forums slawischer Kulturen erreichte er u. a. die Einführung des öffentlichen Verleihrechts, die Gründung der Slowenischen Buchagentur (JAK) und die Umsetzung des internationalen Projekts 100 Slavic Novels, das sich unter dem Ziel der Förderung der slawischen Literatur und Kultur v. a. der Promotion von Übersetzungen literarischer Werke in die großen Weltsprachen verschrieben hat.
Žabots Opus besteht vorwiegend aus Romanen, in seiner früheren Schaffenszeit veröffentlichte er jedoch auch eine Kurzgeschichtensammlung und zwei Kinderbücher. Seine Romane sind von einer düsteren Grundstimmung gezeichnet, in der sich die Romanhelden nach Erlösung sehnen. Die Dunkelheit der Außenwelt, meist bestehend aus nebeligen Sümpfen, verlassenen Ortschaften oder verwinkelten, labyrinthähnlichen Gebäuden, in der sich seine Geschichten zutragen, symbolisiert gleichzeitig auch das Innenleben seiner Protagonisten. Auf ihrer Suche nach Halt in ihrem Leben sind ihnen nur kurze Momente der Sicherheit und Erfüllung vergönnt, hauptsächlich durch Erotik, die in Žabots Prosa einen zentralen Stellenwert einnimmt. 2013 veröffentlichte er außerdem das Versepos Sveta poroka: epska pesnitev po staroslovanskem mitu. (Heilige Hochzeit: Versepos nach einem altslawischen Mythos), eine im daktylischen Hexameter abgefasste freie Bearbeitung des altslawischen Mythos der heiligen Hochzeit.
Seine Werke wurden in zahlreiche Sprachen übersetzt, darunter ins Deutsche, Englische, Spanische, Kroatische, Ukrainische und Russische. Für seinen Roman Pastorala (Pastorale) wurde Žabot 1996 mit dem Preis der Prešeren-Stiftung ausgezeichnet. Im Jahr darauf erhielt er den Kresnik-Preis für den Roman Volčje noči, der 2000 unter dem Titel Wolfsnächte in deutscher Übersetzung von Erwin Köstler erschien. Der Roman Sukub (Succubus) wurde 2016 in die Aktion Olympic Reading: 192 Authors from around the World der New York Public Library aufgenommen.

## Publikationen und Übersetzungen (Auswahl)

### Prosa
- Bukovska mati: novele. 1986. Ljubljana: Cankarjeva založba.
- Stari pil. 1989. Ljubljana: Cankarjeva založba.
- Pastorala. 1994. Klagenfurt, Salzburg: Wieser.
- Volčje noči. 1996. Murska sobota: Pomurska založba.
  - dt.: Wolfsnächte: Roman. Aus dem Slowenischen übersetzt von Erwin Köstler. 2000. Klagenfurt: Drava.
- Nimfa. 1999. Ljubljana: Prešernova družba.
- Sukub. 2003. Ljubljana: Študentska založba.
- Ljudstvo lunja: roman. 2010. Ljubljana: Cankarjeva založba.
- Sveti boj. 2017. Ljubljana: Beletrina.

### Kinderliteratur
- Pikec in Puhec iščeta Mihca. 1990. Ljubljana: Partizanska knjiga.
- Skrivnost močvirja Vilindol. 1994. Ljubljana: Mladika.

### Poesie
- Sveta poroka: epska pesnitev po staroslovanskem mitu. 2013. Ljubljana: Študentska založba.